# Idrettsklubben Start 2013
Questa voce raccoglie le informazioni riguardanti l'Idrettsklubben Start nelle competizioni ufficiali della stagione 2013.

## Stagione
Lo Start, neopromosso nell'Eliteserien, chiuse la stagione al 9º posto, raggiungendo così la salvezza. L'avventura nella Coppa di Norvegia 2013 si chiuse ai quarti di finale, con l'eliminazione per mano del Lillestrøm. I calciatori più utilizzati in stagione furono Jorge Castro e Matthías Vilhjálmsson con 34 presenze (29 in campionato, 5 in coppa). Vilhjálmsson fu anche il miglior marcatore, a quota 14 reti (11 in campionato e 3 in coppa).

## Maglie e sponsor
Lo sponsor tecnico per la stagione 2013 fu Umbro, mentre lo sponsor ufficiale fu Netthandelen. La divisa casalinga era composta da una maglietta gialla con una inserti neri, pantaloncini neri e calzettoni gialli. Quella da trasferta era invece costituita da una maglia blu con inserti bianchi, pantaloncini bianchi e calzettoni blu.
| Casa | Trasferta |

## Rosa
| N. |                       | Ruolo | Calciatore             |
| -- | --------------------- | ----- | ---------------------- |
| 1  | Norvegia (bandiera)   | P     | Håkon Opdal            |
| 2  | Norvegia (bandiera)   | D     | Glenn Andersen         |
| 4  | Norvegia (bandiera)   | D     | Birger Madsen          |
| 5  | Finlandia (bandiera)  | C     | Markus Heikkinen       |
| 6  | Senegal (bandiera)    | C     | Babacar Sarr           |
| 8  | Norvegia (bandiera)   | C     | Espen Hoff             |
| 9  | Ghana (bandiera)      | A     | Ernest Asante          |
| 10 | Nigeria (bandiera)    | C     | Solomon Owello         |
| 11 | Costa Rica (bandiera) | A     | Jorge Castro           |
| 13 | Norvegia (bandiera)   | P     | Helge Rosenvold        |
| 14 | Norvegia (bandiera)   | C     | Espen Børufsen         |
| 15 | Costa Rica (bandiera) | D     | Bismar Acosta          |
| 16 | Norvegia (bandiera)   | A     | Christian Tveit        |
| 17 | Islanda (bandiera)    | C     | Guðmundur Kristjánsson |

| N. |                                 | Ruolo | Calciatore            |
| -- | ------------------------------- | ----- | --------------------- |
| 18 | Islanda (bandiera)              | A     | Matthías Vilhjálmsson |
| 21 | Norvegia (bandiera)             | A     | Henrik Dahlum         |
| 22 | Norvegia (bandiera)             | C     | Sondre Tronstad       |
| 25 | Norvegia (bandiera)             | D     | Alexander Jones       |
| 26 | Norvegia (bandiera)             | D     | Jesper Mathisen       |
| 27 | Norvegia (bandiera)             | C     | Robert Skårdal        |
| 28 | Norvegia (bandiera)             | D     | Rolf Daniel Vikstøl   |
| 29 | Norvegia (bandiera)             | D     | Alain Delgado         |
| 30 | Norvegia (bandiera)             | P     | Terje Reinertsen      |
| 31 | Norvegia (bandiera)             | A     | Joachim Eriksen       |
| 32 | Norvegia (bandiera)             | C     | Behrouz Habib         |
| 33 | Norvegia (bandiera)             | D     | Amin Nouri            |
| 34 | Bosnia ed Erzegovina (bandiera) | A     | Omar Marković         |
| 35 | Norvegia (bandiera)             | A     | Jonas Christensen     |

## Calciomercato

### Sessione invernale(dal 01/01 al 31/03)
| Acquisti | Acquisti               | Acquisti         | Acquisti   |
| R.       | Nome                   | da               | Modalità   |
| -------- | ---------------------- | ---------------- | ---------- |
| P        | Håkon Opdal            | SønderjyskE      | definitivo |
| D        | Bismar Acosta          | Belén            | definitivo |
| C        | Guðmundur Kristjánsson | Breiðablik       | definitivo |
| C        | Babacar Sarr           | Selfoss          | definitivo |
| A        | Jorge Castro           | Saprissa         | definitivo |
| A        | Matthías Vilhjálmsson  | FH Hafnarfjörður | definitivo |

| Cessioni         | Cessioni               | Cessioni         | Cessioni      |
| R.               | Nome                   | a                | Modalità      |
| ---------------- | ---------------------- | ---------------- | ------------- |
| P                | Johnny Kristiansen     |                  | svincolato    |
| P                | Arild Østbø            | Viking           | fine prestito |
| D                | Steinar Pedersen       |                  | ritiro        |
| C                | Nicolai Aas            | Arendal          | definitivo    |
| C                | Oladapo Olufemi        |                  | svincolato    |
| C                | Fredrik Strømstad      |                  | ritiro        |
| A                | Villyan Bijev          | Liverpool        | fine prestito |
| Altre operazioni |                        |                  |               |
| R.               | Nome                   | da               | Modalità      |
| C                | Guðmundur Kristjánsson | Breiðablik       | fine prestito |
| A                | Matthías Vilhjálmsson  | FH Hafnarfjörður | fine prestito |

### Sessione estiva(dal 15/07 al 10/08)
| Acquisti | Acquisti         | Acquisti | Acquisti   |
| R.       | Nome             | da       | Modalità   |
| -------- | ---------------- | -------- | ---------- |
| C        | Markus Heikkinen |          | svincolato |

| Cessioni | Cessioni | Cessioni | Cessioni |
| R.       | Nome     | a        | Modalità |
| -------- | -------- | -------- | -------- |

## Risultati

### Eliteserien

#### Girone di andata
| Arbitro: | Hafsås (Trondheim) |

|                                        |           |                     |
| Mathisen 13’ Vilhjálmsson 23’ Hoff 33’ | Marcatori | 54’ Kaland 63’ Mora |

| Arbitro: | Helgerud (Lier) |

|                                 |           |                 |
| Gytkjær 34’, 51’ Andreassen 46’ | Marcatori | 45’, 77’ Castro |

| Arbitro: | Edvartsen (Hamar) |

|                                  |           |                            |
| Hoff 56’ (rig.) Kristjánsson 78’ | Marcatori | 72’ Koppinen 74’ Moldskred |

| Arbitro: | Hagen (Grue) |

|                |           |             |
| Elyounoussi 8’ | Marcatori | 88’ Rønning |

| Arbitro: | Berntsen (Vang) |

|            |           |  |
| Asante 74’ | Marcatori |  |

| Arbitro: | Johansen (Brevik) |

|                                                 |           |                             |
| Pálmason 25’ Vaagan Moen 54’ (rig.) Helstad 56’ | Marcatori | 22’ Castro 41’ Vilhjálmsson |

| Arbitro: | Sandmoen (Kjelsås) |

|            |           |             |
| Castro 43’ | Marcatori | 45’ Moström |

| Arbitro: | Hafsås (Trondheim) |

|                          |           |  |
| Sokolowski 19’ Askar 52’ | Marcatori |  |

| Arbitro: | Johnsen (Tønsberg) |

|          |           |                           |
| Hoff 26’ | Marcatori | 45’ Olsen 90’ (aut.) Sarr |

| Arbitro: | Skjerven (Kaupanger) |

|  |           |             |
|  | Marcatori | 60’ Vikstøl |

| Arbitro: | Staberg (Harstad) |

|  |           |                                                                                        |
|  | Marcatori | 6’ Adjei-Boateng 11’ Johansen 18’ Storbæk 38’ (aut.) Andersen 54’ Diomandé 90’ Wikheim |

| Arbitro: | Sælen (Bergen) |

|             |           |                  |
| Karadas 33’ | Marcatori | 69’ Vilhjálmsson |

| Arbitro: | Skjerven (Kaupanger) |

|                   |           |            |
| Hoås 9’ Brink 48’ | Marcatori | 53’ Asante |

| Arbitro: | Døvle (Larvik) |

|                             |           |                        |
| Asante 49’ Vilhjálmsson 61’ | Marcatori | 3’ Ulvestad 38’ Larsen |

| Arbitro: | Skjerven (Kaupanger) |

|                           |           |          |
| Sola 28’, 63’ Høiland 54’ | Marcatori | 11’ Hoff |

#### Girone di ritorno
| Arbitro: | Moen (Haugesund) |

|                                        |           |                                         |
| Vikstøl 3’ Asante 24’ Kristjánsson 76’ | Marcatori | 8’ Pusic 47’ (aut.) Andersen 71’ Larsen |

| Arbitro: | Sælen (Bergen) |

|                                        |           |  |
| Sigurðsson 6’ Bjørdal 44’ Sulimani 70’ | Marcatori |  |

| Arbitro: | Rafiq (Oslo) |

|  |           |            |
|  | Marcatori | 35’ Jensen |

| Arbitro: | Edvartsen (Hamar) |

|             |           |                                    |
| Lecjaks 90’ | Marcatori | 26’ Castro 40’ Acosta 81’ Tronstad |

| Arbitro: | Hagen (Grue) |

|            |           |                                 |
| Castro 76’ | Marcatori | 40’ (aut.) Mathisen 42’ Gytkjær |

| Arbitro: | Sandmoen (Kjelsås) |

|               |           |               |
| Barrantes 73’ | Marcatori | 77’ Heikkinen |

| Arbitro: | Nilsen (Oslo) |

|                                                                      |           |  |
| Vikstøl 8’ Vilhjálmsson 32’, 48’, 58’ Asante 54’ Hoff 72’ Acosta 79’ | Marcatori |  |

| Arbitro: | Hagen (Grue) |

|  |           |               |
|  | Marcatori | 50’ Heikkinen |

| Arbitro: | Kjensli (Oslo) |

|                       |           |  |
| Vilhjálmsson 28’, 49’ | Marcatori |  |

| Arbitro: | Moen (Haugesund) |

|                          |           |                                      |
| Ondrášek 67’ Nystrøm 71’ | Marcatori | 40’ Hoff 48’ Acosta 62’ Vilhjálmsson |

| Arbitro: | Staberg (Harstad) |

|                  |           |              |
| Vilhjálmsson 46’ | Marcatori | 60’ Ernemann |

| Arbitro: | Edvartsen (Hamar) |

|  |           |              |
|  | Marcatori | 84’ Svensson |

| Arbitro: | Sandmoen (Kjelsås) |

|            |           |  |
| Kovács 76’ | Marcatori |  |

| Arbitro: | Helgerud (Lier) |

|             |           |  |
| Mathisen 6’ | Marcatori |  |

| Arbitro: | Lundby (Bøverbru) |

|  |           |            |
|  | Marcatori | 49’ Asante |

### Coppa di Norvegia
| Arbitro: | Larsen |

|  |           |                                    |
|  | Marcatori | 8’ Vilhjálmsson 38’ (aut.) Brattum |

| Arbitro: | Voll |

|                        |           |                                            |
| Nyborg 9’ Gløpstad 63’ | Marcatori | 40’ Vilhjálmsson 76’ Hoff 87’ Kristjánsson |

| Arbitro: | Hansen (Feda) |

|             |           |                            |
| Dreshaj 27’ | Marcatori | 3’ Castro 82’ Vilhjálmsson |

| Arbitro: | Moen (Haugesund) |

|                               |           |             |
| Acosta 32’ Jalasto 60’ (aut.) | Marcatori | 37’ Brustad |

| Arbitro: | Hafsås (Trondheim) |

|  |           |              |
|  | Marcatori | 71’ Pálmason |

## Statistiche

### Statistiche di squadra
| Competizione      | Punti | In casa | In casa | In casa | In casa | In casa | In casa | In trasferta | In trasferta | In trasferta | In trasferta | In trasferta | In trasferta | Totale | Totale | Totale | Totale | Totale | Totale | DR |
| Competizione      | Punti | G       | V       | N       | P       | Gf      | Gs      | G            | V            | N            | P            | Gf           | Gs           | G      | V      | N      | P      | Gf     | Gs     | DR |
| ----------------- | ----- | ------- | ------- | ------- | ------- | ------- | ------- | ------------ | ------------ | ------------ | ------------ | ------------ | ------------ | ------ | ------ | ------ | ------ | ------ | ------ | -- |
| Eliteserien       | 38    | 15      | 5       | 5       | 5       | 25      | 23      | 15           | 5            | 3            | 7            | 18           | 23           | 30     | 10     | 8      | 12     | 43     | 46     | -3 |
| Coppa di Norvegia | -     | 2       | 1       | 0       | 1       | 2       | 2       | 3            | 3            | 0            | 0            | 7            | 3            | 5      | 4      | 0      | 1      | 9      | 5      | +4 |
| Totale            | -     | 17      | 6       | 5       | 6       | 27      | 25      | 18           | 8            | 3            | 7            | 25           | 26           | 35     | 14     | 8      | 13     | 52     | 51     | +1 |

### Statistiche dei giocatori
| Giocatore       | Eliteserien | Eliteserien | Eliteserien | Eliteserien | Coppa di Norvegia | Coppa di Norvegia | Coppa di Norvegia | Coppa di Norvegia | Coppe europee | Coppe europee | Coppe europee | Coppe europee | Altre coppe | Altre coppe | Altre coppe | Altre coppe | Totale   | Totale | Totale      | Totale     |
| Giocatore       | Presenze    | Reti        | Ammonizioni | Espulsioni  | Presenze          | Reti              | Ammonizioni       | Espulsioni        | Presenze      | Reti          | Ammonizioni   | Espulsioni    | Presenze    | Reti        | Ammonizioni | Espulsioni  | Presenze | Reti   | Ammonizioni | Espulsioni |
| --------------- | ----------- | ----------- | ----------- | ----------- | ----------------- | ----------------- | ----------------- | ----------------- | ------------- | ------------- | ------------- | ------------- | ----------- | ----------- | ----------- | ----------- | -------- | ------ | ----------- | ---------- |
| B. Acosta       | 27          | 3           | 7           | 0           | 5                 | 1                 | 1                 | 0                 | ?             | ?             | ?             | ?             | ?           | ?           | ?           | ?           | 32+      | 4+     | 8+          | 0+         |
| G. Andersen     | 23          | 0           | 2           | 0           | 4                 | 0                 | 1                 | 0                 | ?             | ?             | ?             | ?             | ?           | ?           | ?           | ?           | 27+      | 0+     | 3+          | 0+         |
| E. Asante       | 28          | 6           | 0           | 0           | 5                 | 0                 | 1                 | 0                 | ?             | ?             | ?             | ?             | ?           | ?           | ?           | ?           | 33+      | 6+     | 1+          | 0+         |
| E. Børufsen     | 29          | 0           | 3           | 0           | 4                 | 0                 | 1                 | 0                 | ?             | ?             | ?             | ?             | ?           | ?           | ?           | ?           | 33+      | 0+     | 4+          | 0+         |
| J. Castro       | 29          | 6           | 1           | 0           | 5                 | 1                 | 0                 | 0                 | ?             | ?             | ?             | ?             | ?           | ?           | ?           | ?           | 34+      | 7+     | 1+          | 0+         |
| J. Christensen  | 0           | 0           | 0           | 0           | 1                 | 0                 | 0                 | 0                 | ?             | ?             | ?             | ?             | ?           | ?           | ?           | ?           | 1+       | 0+     | 0+          | 0+         |
| H. Dahlum       | 0           | 0           | 0           | 0           | 1                 | 0                 | 0                 | 0                 | ?             | ?             | ?             | ?             | ?           | ?           | ?           | ?           | 1+       | 0+     | 0+          | 0+         |
| A. Delgado      | 0           | 0           | 0           | 0           | 0                 | 0                 | 0                 | 0                 | ?             | ?             | ?             | ?             | ?           | ?           | ?           | ?           | 0+       | 0+     | 0+          | 0+         |
| J. Eriksen      | 0           | 0           | 0           | 0           | 0                 | 0                 | 0                 | 0                 | ?             | ?             | ?             | ?             | ?           | ?           | ?           | ?           | 0+       | 0+     | 0+          | 0+         |
| B. Habib        | 0           | 0           | 0           | 0           | 0                 | 0                 | 0                 | 0                 | ?             | ?             | ?             | ?             | ?           | ?           | ?           | ?           | 0+       | 0+     | 0+          | 0+         |
| M. Heikkinen    | 10          | 2           | 1           | 0           | 0                 | 0                 | 0                 | 0                 | ?             | ?             | ?             | ?             | ?           | ?           | ?           | ?           | 10+      | 2+     | 1+          | 0+         |
| E. Hoff         | 29          | 6           | 4           | 0           | 4                 | 1                 | 1                 | 0                 | ?             | ?             | ?             | ?             | ?           | ?           | ?           | ?           | 33+      | 7+     | 5+          | 0+         |
| A. Jones        | 0           | 0           | 0           | 0           | 1                 | 0                 | 0                 | 0                 | ?             | ?             | ?             | ?             | ?           | ?           | ?           | ?           | 1+       | 0+     | 0+          | 0+         |
| G. Kristjánsson | 26          | 2           | 7           | 0           | 5                 | 1                 | 0                 | 0                 | ?             | ?             | ?             | ?             | ?           | ?           | ?           | ?           | 31+      | 3+     | 7+          | 0+         |
| B. Madsen       | 0           | 0           | 0           | 0           | 0                 | 0                 | 0                 | 0                 | ?             | ?             | ?             | ?             | ?           | ?           | ?           | ?           | 0+       | 0+     | 0+          | 0+         |
| O. Marković     | 1           | 0           | 0           | 0           | 0                 | 0                 | 0                 | 0                 | ?             | ?             | ?             | ?             | ?           | ?           | ?           | ?           | 1+       | 0+     | 0+          | 0+         |
| J. Mathisen     | 23          | 2           | 3           | 0           | 1                 | 0                 | 0                 | 0                 | ?             | ?             | ?             | ?             | ?           | ?           | ?           | ?           | 24+      | 2+     | 3+          | 0+         |
| A. Nouri        | 21          | 0           | 1           | 0           | 4                 | 0                 | 0                 | 0                 | ?             | ?             | ?             | ?             | ?           | ?           | ?           | ?           | 25+      | 0+     | 1+          | 0+         |
| H. Opdal        | 30          | 0           | 1           | 0           | 3                 | 0                 | 0                 | 0                 | ?             | ?             | ?             | ?             | ?           | ?           | ?           | ?           | 33+      | 0+     | 1+          | 0+         |
| S. Owello       | 27          | 0           | 5           | 1           | 3                 | 0                 | 0                 | 0                 | ?             | ?             | ?             | ?             | ?           | ?           | ?           | ?           | 30+      | 0+     | 5+          | 1+         |
| T. Reinertsen   | 0           | 0           | 0           | 0           | 2                 | 0                 | 0                 | 0                 | ?             | ?             | ?             | ?             | ?           | ?           | ?           | ?           | 2+       | 0+     | 0+          | 0+         |
| H. Rosenvold    | 0           | 0           | 0           | 0           | 0                 | 0                 | 0                 | 0                 | ?             | ?             | ?             | ?             | ?           | ?           | ?           | ?           | 0+       | 0+     | 0+          | 0+         |
| B. Sarr         | 23          | 0           | 1           | 1           | 5                 | 0                 | 2                 | 0                 | ?             | ?             | ?             | ?             | ?           | ?           | ?           | ?           | 28+      | 0+     | 3+          | 1+         |
| R. Skårdal      | 0           | 0           | 0           | 0           | 0                 | 0                 | 0                 | 0                 | ?             | ?             | ?             | ?             | ?           | ?           | ?           | ?           | 0+       | 0+     | 0+          | 0+         |
| S. Tronstad     | 9           | 1           | 0           | 0           | 1                 | 0                 | 0                 | 0                 | ?             | ?             | ?             | ?             | ?           | ?           | ?           | ?           | 10+      | 1+     | 0+          | 0+         |
| C. Tveit        | 12          | 0           | 0           | 0           | 4                 | 0                 | 0                 | 0                 | ?             | ?             | ?             | ?             | ?           | ?           | ?           | ?           | 16+      | 0+     | 0+          | 0+         |
| R. Vikstøl      | 28          | 3           | 5           | 0           | 5                 | 0                 | 0                 | 0                 | ?             | ?             | ?             | ?             | ?           | ?           | ?           | ?           | 33+      | 3+     | 5+          | 0+         |
| M. Vilhjálmsson | 29          | 11          | 3           | 0           | 5                 | 3                 | 0                 | 0                 | ?             | ?             | ?             | ?             | ?           | ?           | ?           | ?           | 34+      | 14+    | 3+          | 0+         |